# Xylotrupes striatopunctatus
Xylotrupes striatopunctatus es una especie de escarabajo rinoceronte del género Xylotrupes, familia Scarabaeidae. Fue descrita científicamente por Silvestre en 2003.
Se distribuye por la región oriental. Habita en Molucas (Ternate, Bacan, Halmahera, Obi, Buru).